# 神明の花火大会
神明の花火大会（しんめいのはなびたいかい）は、毎年8月7日に、山梨県西八代郡市川三郷町にて、開催されている花火大会である。市川三郷町ふるさと夏祭り実行委員会が主催をしている。

## 概要
平安時代後期に源義清・清光親子が常陸国から甲斐市河荘内の平塩岡（現在の同町市川大門地区）に館を構えた際、義清の家臣であった甚左衛門も京都から同地に居を構えることになったという。甚左衛門は紙工でもあり、同地で和紙を作っていた者に技術を教え、いつしか市川和紙として一大地場産業として発展するようになったとされる。甚左衛門は養和元年（1181年）に没し、紙明社（しめいしゃ）に祠れることになった。この紙明社は江戸時代に神明社（しんめいしゃ）となり、現在は八乙女神明神社となっている。
戦国時代となり市川大門地区は武田氏の軍事用狼煙の生産地となり、郷の住人はかつて市川和紙の発展に貢献した甚左衛門を祭るため狼煙の技術を生かして花火を作り、命日の7月20日に打ち上げたことが「市川の花火」のはじまりとされている。当初この市川花火は葦の管に火薬を詰めたものから火が吹き出す程度であったが、天明6年（1786年）に近藤次郎兵衛という人物が径二寸許りの竹を縄で巻き筒にして初めて打ち揚げ花火にしたといわれ、江戸時代には全盛期を迎え、日本三大花火のひとつと称されることになる。明治時代には花火工場も造られたがその後花火大会は衰退し、いつしか行われることはなくなった。しかし「花火の町」として再興しようと平成元年（1989年）8月7日（所謂「花火の日」）に神明社の名をとり「神明の花火大会」として復活。現在は山梨県最大の花火大会として、2万発以上の花火が披露される。しかし令和2年（2020年）は中止。令和3年（2021年）は大幅縮小で開催。
2022年、オマーンの大使が大会を訪問。大使は花火に感銘、「国王にお見せしたい」として、地元の斉木煙火本店とマルゴーがオマーンに招かれて花火を打ち上げるきっかけとなった。

## 交通
- JR東海身延線市川大門駅から徒歩10分程度の河川敷にて、開催されている。
  - 当日は定期列車の増結や臨時列車が深夜まで多数運行されるが、臨時列車についてはスケジュールの都合上などにより市販の全国版時刻表に掲載されない。臨時列車の時刻は一週間ほど前に新聞折込チラシで各戸へ配布される。また、開催日が近づくとJR東海のホームページからも臨時列車の時刻を確認することができる。
- 駐車場は毎年4,000台分ほど準備されている。しかし、花火大会の開始時刻の数時間前には満車になってしまう。